# Kuldīga
Kuldīga (pronunciationⓘ) là một thị trấn ở Latvia với quyền thị trấn từ năm 1378. Trung tâm Phố Cổ của Kuldīga đã được đề xuất là Di sản Văn hóa Thế giới của UNESCO.

## Lịch sử
Lãnh thổ của Kuldīga hiện đại đã có dân Curon cổ cư trú từ thế kỷ 9. Vào thế kỷ 13 trong cuộc thập tự chinh của người Livonia, lãnh thổ của Kuldīga đã bị quân đội Đức đánh chiếm. Năm 1242, các ông chủ của Hội Livrich Dietrich von Grüningen ra lệnh xây dựng một lâu đài bằng đá ở Kuldīga. Lâu đài và toàn bộ khu định cư đã trở thành Goldingen. Sau khi sự phân chia của Courland năm 1253, Kuldīga trở thành một phần của Dòng Livonia. Năm 1252 nhà thờ Kuldīga được xây dựng. Dòng Livonia đã cấp quyền cho Riga cho Kuldīga vào năm 1378.
Trong nửa sau của thế kỷ 16, Kuldīga trải qua sự phát triển nhanh chóng bởi vì sông Venta được sử dụng làm tuyến đường thương mại chính cho các thương gia của Kuldīga, những người vận chuyển hàng hóa của họ xuống biển. Vào năm 1596-1616 Kuldiga là thủ đô của Courland. Sau cuộc chiến tranh Ba Lan-Thu Điển (1655-1661) tất cả các cơ sở hạ tầng thương mại và vận tải đã bị phá hủy và Kuldīga bắt đầu kinh nghiệm suy giảm. Trong thời kỳ 1611-1795, nó thuộc quyền sở hữu của Khối thịnh vượng Ba Lan-Lithuania.
Năm 1795 Kuldīga và toàn bộ Courland được hợp nhất vào Đế chế Nga và trở thành một phần của tỉnh Courland. Trong phần thứ hai của thế kỷ 19, các công ty công nghiệp nhỏ bắt đầu được phát triển trong thị trấn. Nhà máy lớn nhất ở Kuldiga là nhà máy "Vulkāns" sản xuất diêm (thành lập năm 1878 và đóng cửa năm 2004).
Trong thời kỳ của Cộng hòa Latvia, Kuldīga trở thành trung tâm của một huyện. Năm 2009 Kuldīga trở thành trung tâm của đô thị Kuldīga.

## Những bức ảnh

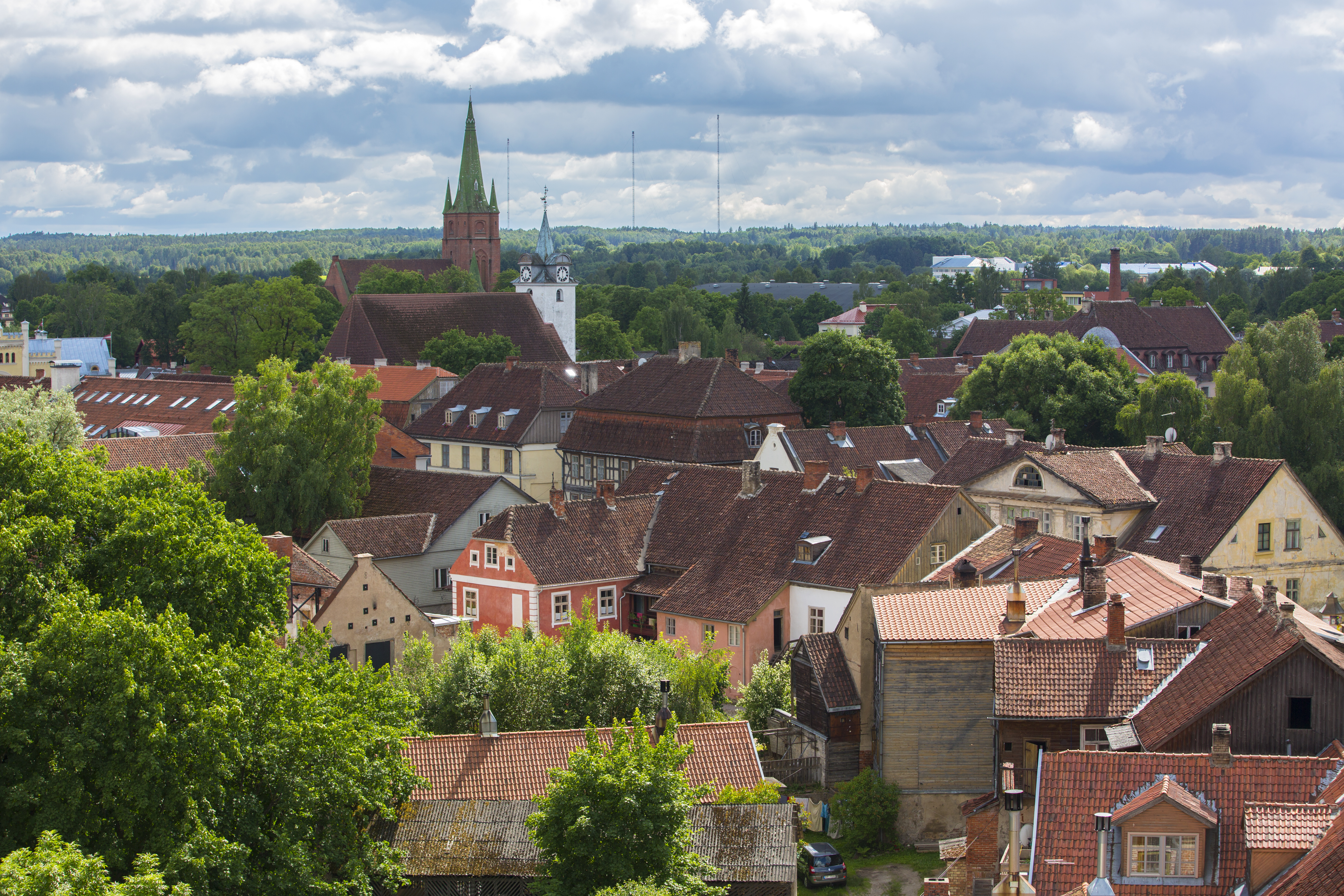
Toàn cảnh
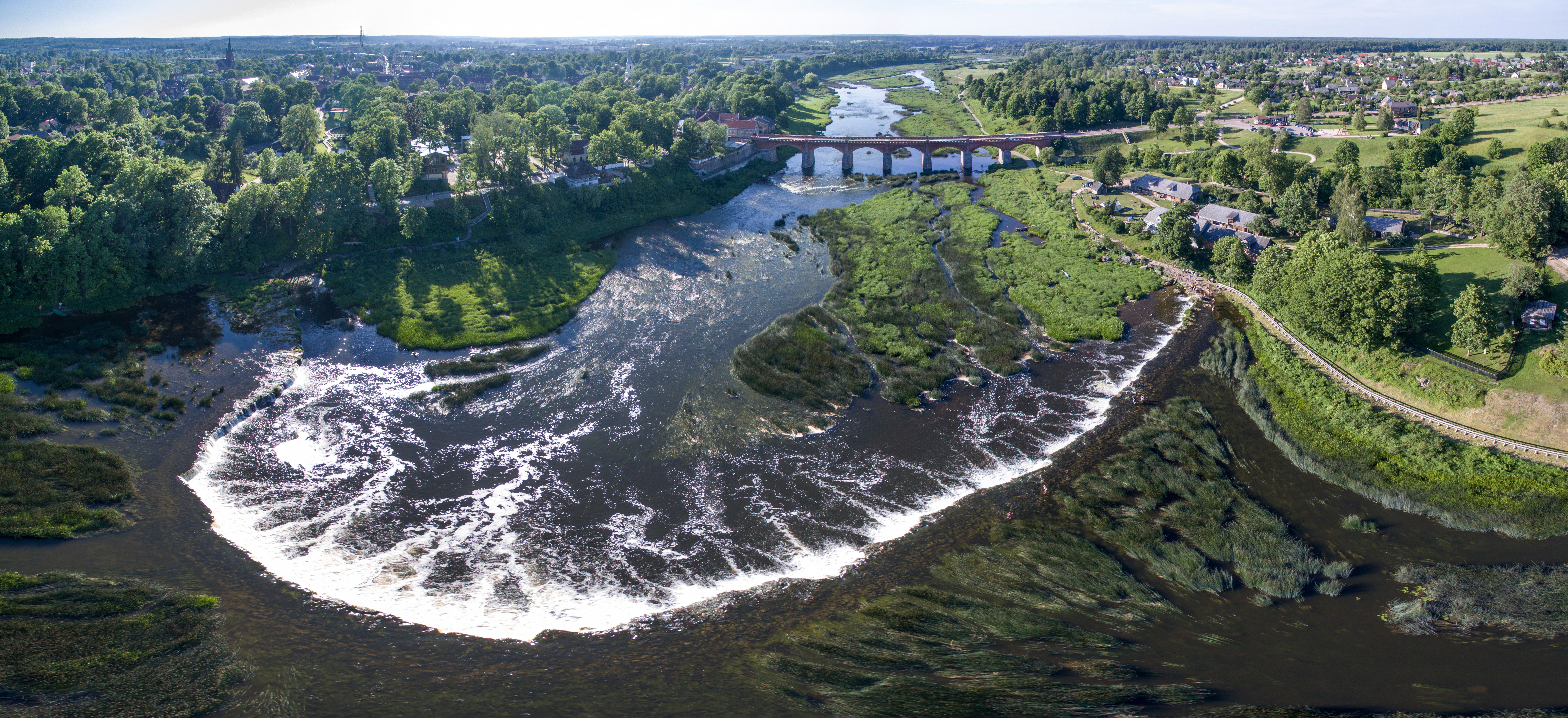
Thác nước Ventas rumba, rộng nhất Châu Âu
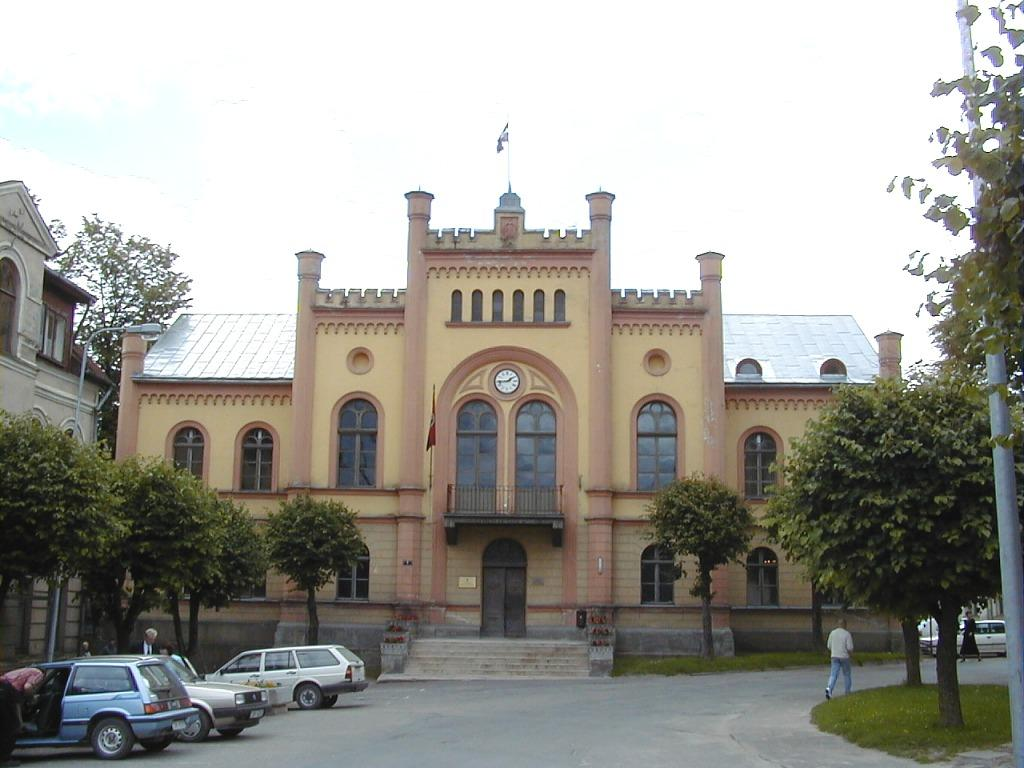
Tòa thị chính
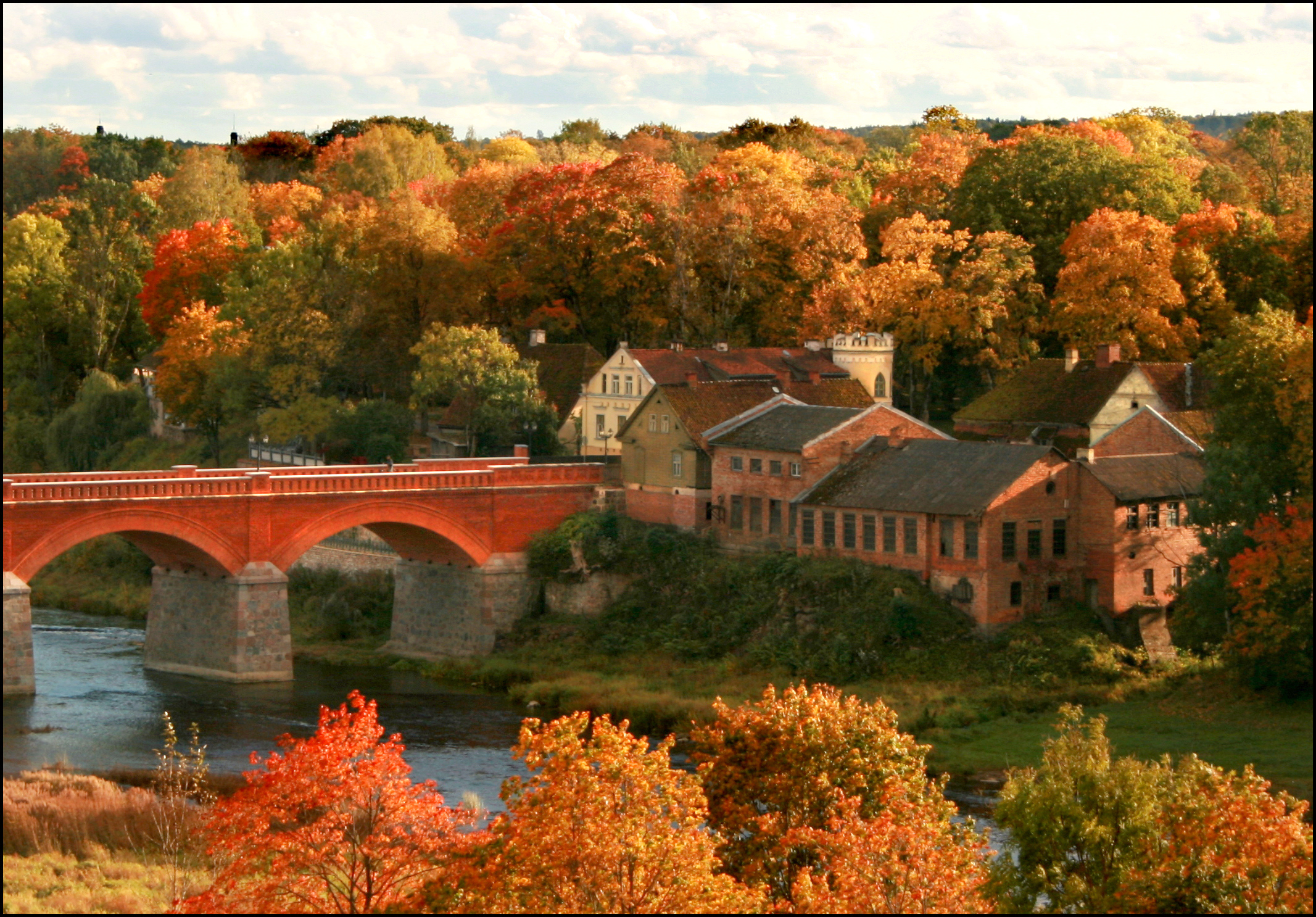
Mùa thu
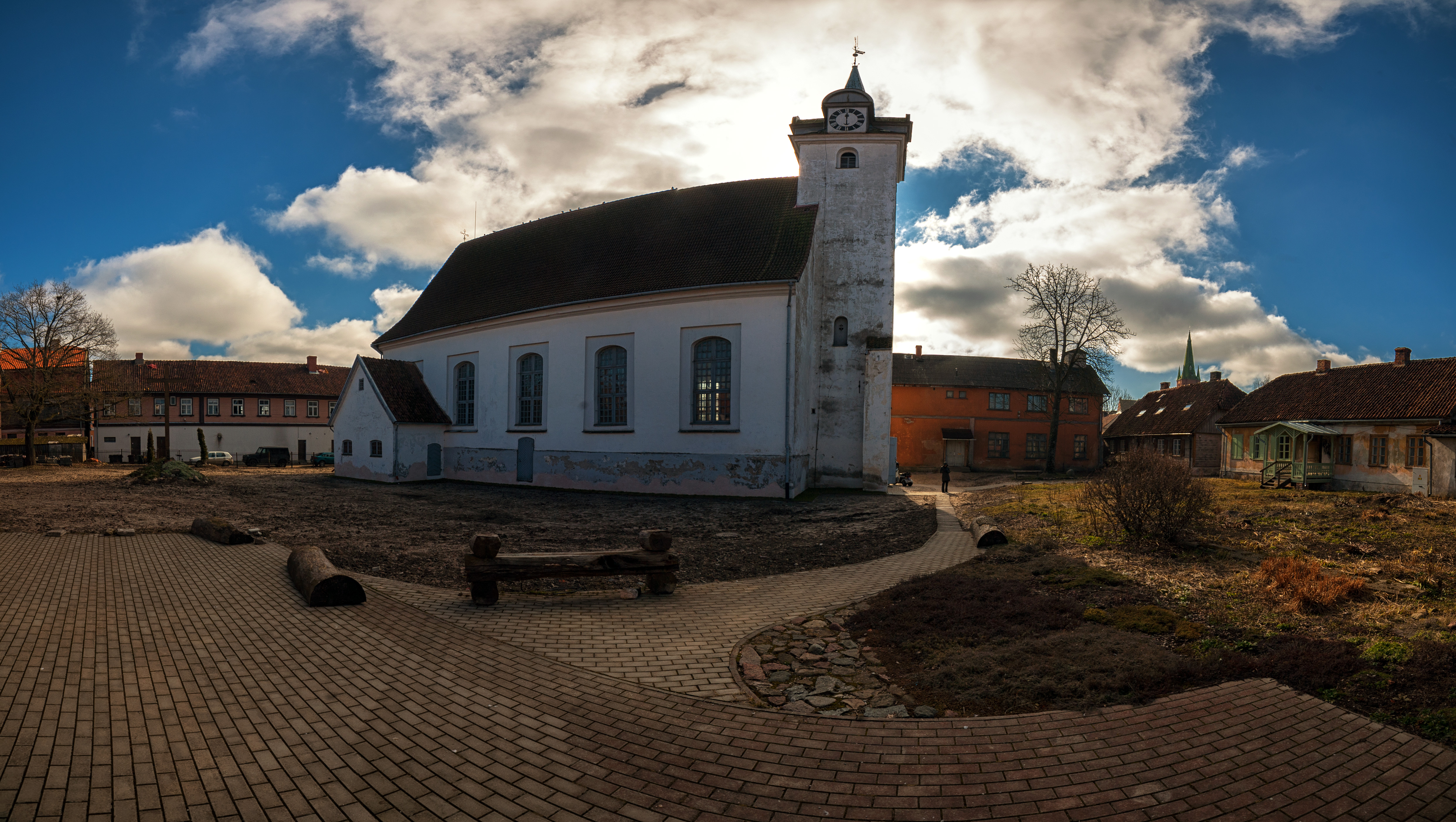
Nhà thờ Công giáo
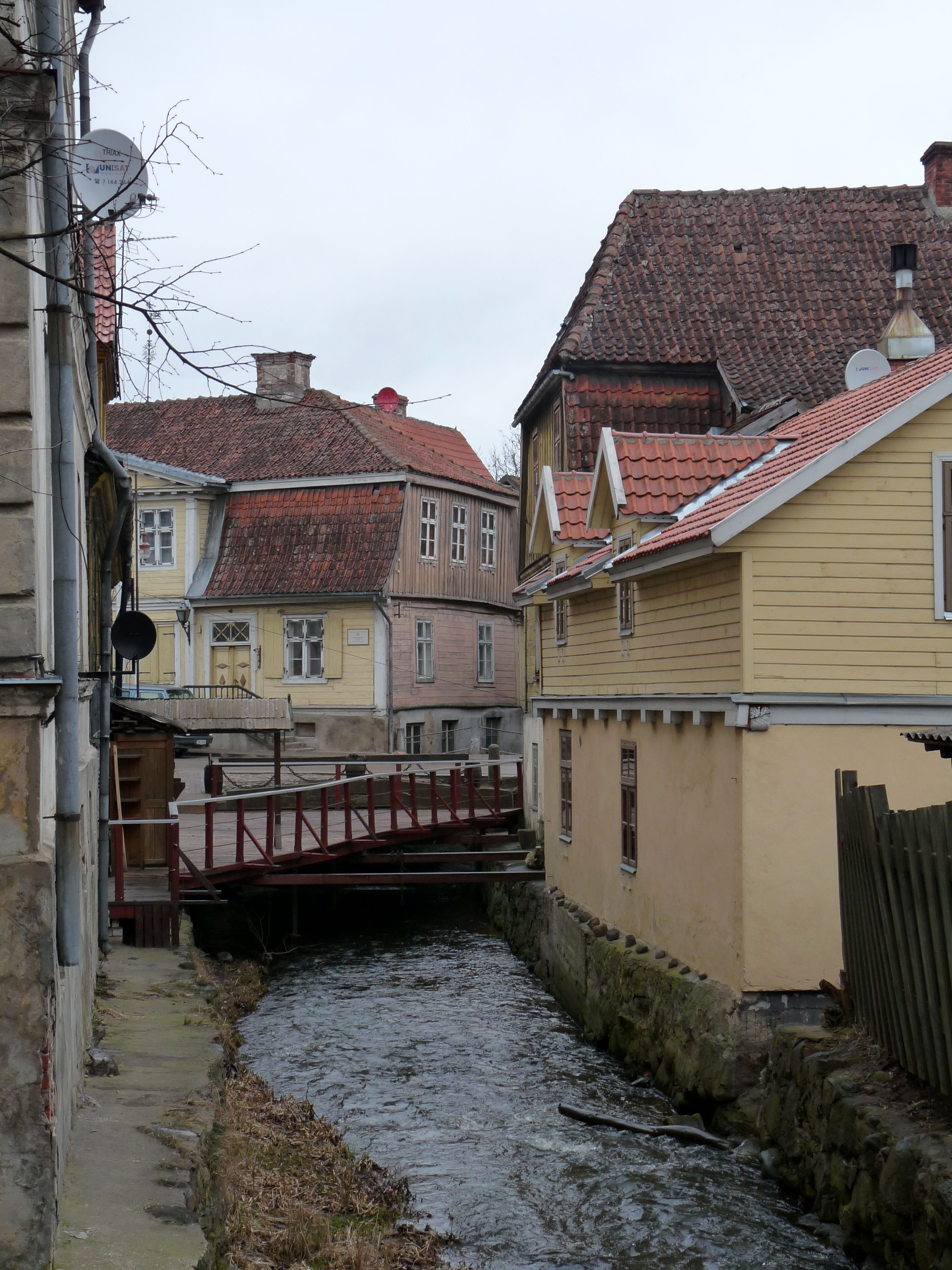
Con sông Alekšupīte
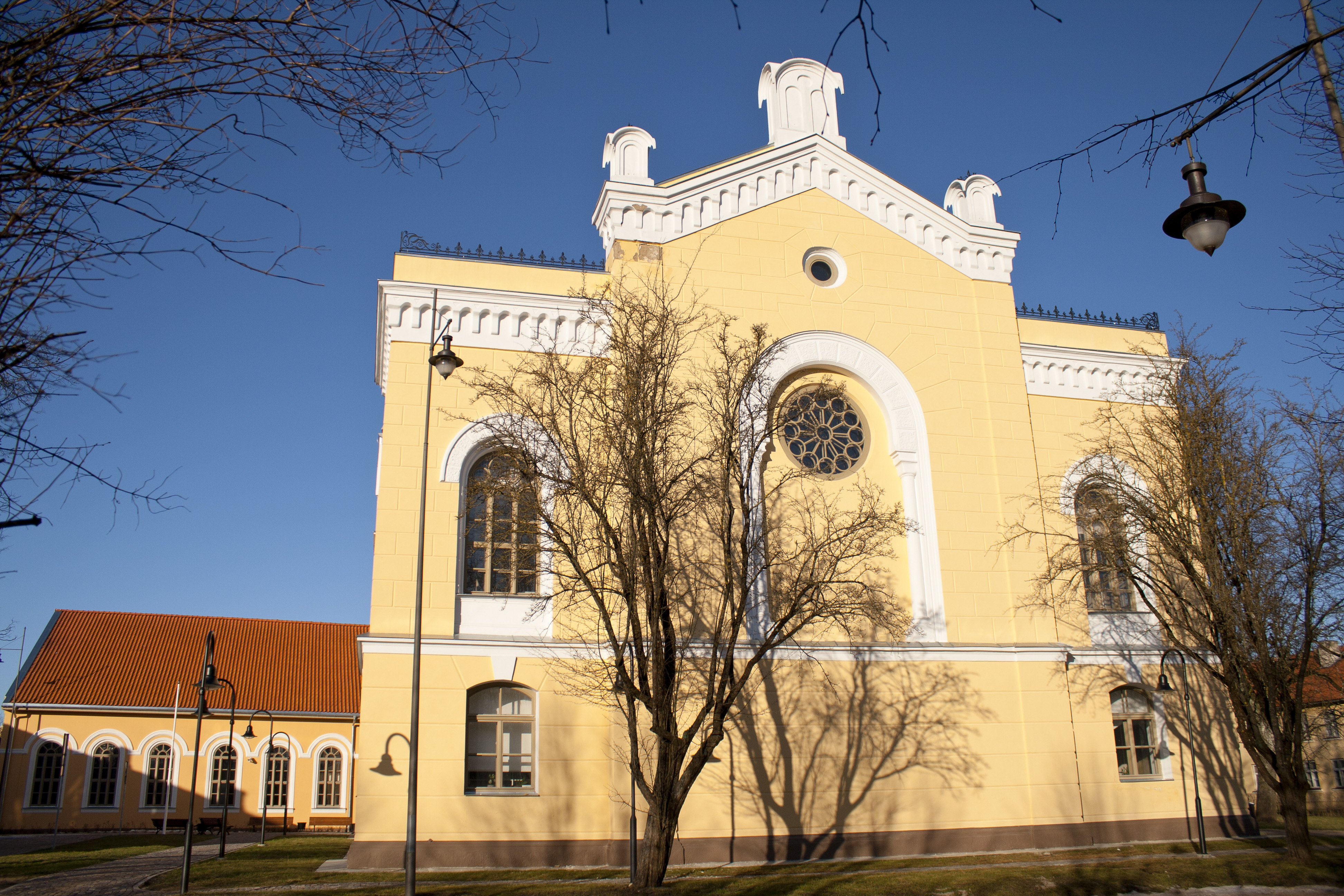
Giáo đường Do Thái, bây giờ là một thư viện
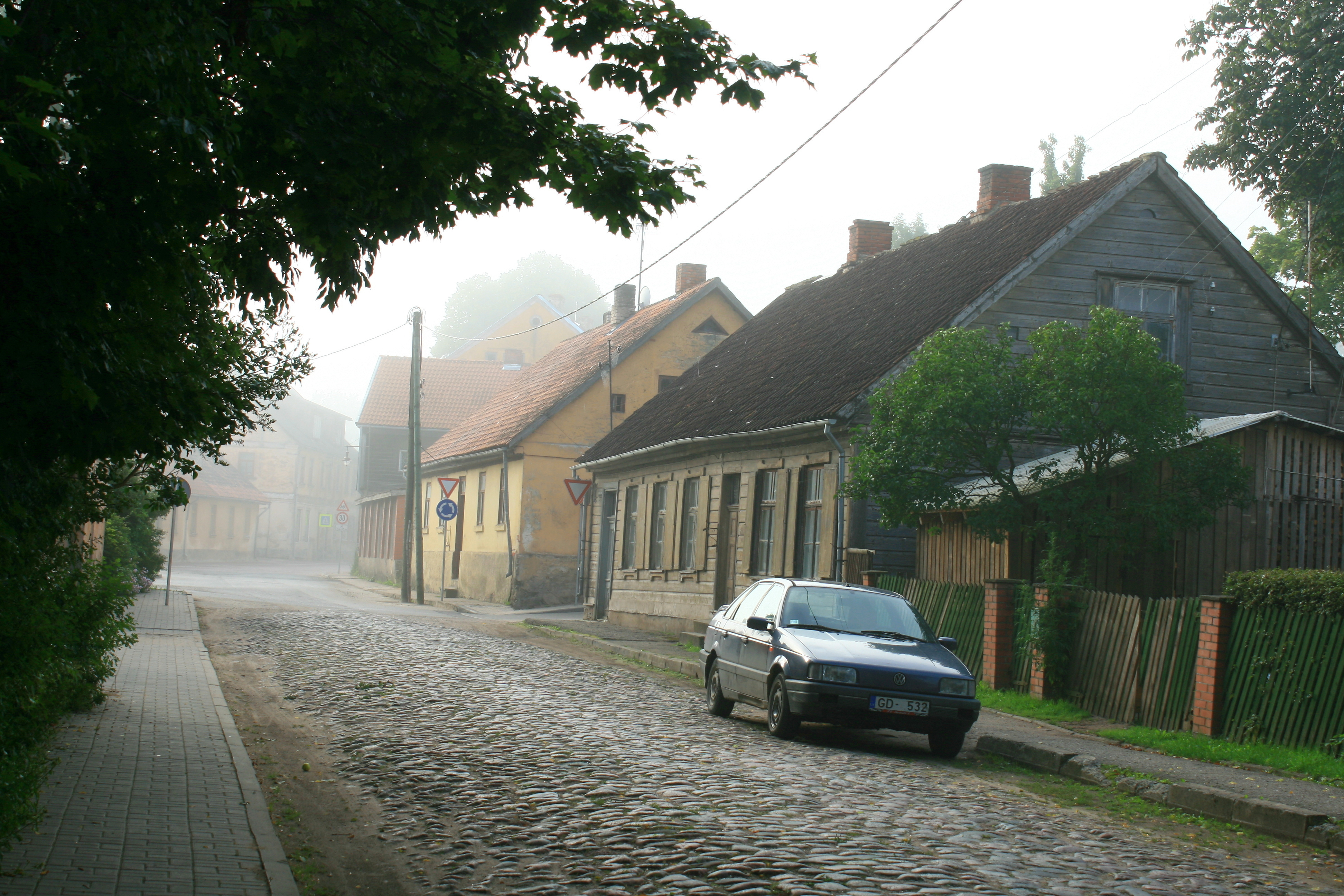
Sương mù trên đường phố

## Kết nghĩa
Kuldīga kết nghĩa với:
- Geesthacht, Đức
- Mtskheta, Gruzia
- Drobak, Na Uy[3]